# I.N.R.I. (album)
"I.N.R.I." – debiutancki album death metalowej grupy muzycznej Sarcófago, wydany w lipcu 1987 roku przez Cogumelo Records. W roku 2002 album został wydany ponownie przez wspomnianą wcześniej wytwórnie płytową, na płycie CD.

## Lista utworów albumu z roku 1987
1. Satanic Lust - 03:10
2. Desecration of Virgin - 01:59
3. Nightmare 05:38
4. INRI - 02:07
5. Christ's Death - 03:37
6. Satanas - 02:05
7. Ready to Fuck - 03:27
8. Deathrash - 01:36
9. The Last Slaughter - 04:37

Lista utworów albumu z roku 2002
1. Satanic Lust - 03:10
2. Desecration of Virgin - 01:59
3. Nightmare - 05:38
4. INRI - 02:07
5. Christ's Death - 03:37
6. Satanas - 02:05
7. Ready to Fuck - 03:27
8. Deathrash - 01:36
9. The Last Slaughter - 04:37
10. Recrucify - 2:29
11. The Black Vomit - 2:23
12. Satanas (demo) - 2:02
13. Nightmare (live) - 6:05
14. The Black Vomit (live) - 2:22
15. Satanas (live) - 2:22

## Twórcy
- "Antichrist" (Wagner) – śpiew
- "Incubus" (Gerald Minelli) – gitara basowa
- "D. D. Crazy" (Eduardo) – perkusja
- "Butcher" (Zéder) – gitara